# Fred Spencer (cyclisme)
Pour les articles homonymes, voir Fred Spencer et Spencer.
Fred « Freddie » Spencer, né le 9 août 1902, ou le 8 août 1903, à Plainfield (New Jersey), États-Unis, et mort le 19 février 1992 ou le 1er décembre 1992 à Rahway, est un coureur cycliste américain. Spécialiste de la piste, il commence sa carrière comme sprinteur, puis devient un coureur de six jours. Il est intronisé au Temple de la renommée du cyclisme américain en 1990.

## Biographie
Freddie Spencer est originaire de Plainfield (New Jersey), où il travaille comme mécanicien dans un magasin de vélos. Il n'est pas apparenté au cycliste William Spencer.
Un jour, il fait la rencontre des coureurs Jack Clark et Walter Rütt. Les deux champions sont frappés par son enthousiasme et son grand intérêt pour le cyclisme et lui propose de s'entraîner avec eux. En 1923, Spencer se lance dans les courses amateurs et remporte 47 des 48 courses de deux milles auxquelles il participe. En 1924, il devient professionnel.
En 1925, il est sacré champion des États-Unis de vitesse sur le vélodrome de Newark devant 16 000 spectateurs. Au cours des années suivantes, il s'illustre principalement sur les six jours, où il s'impose à 5 reprises en 72 participations. Après sa première victoire en 1925 à New-York, il est invité à la Maison-Blanche par le président Calvin Coolidge avec son partenaire Bob Walthour Jr.
En 1928 et 1929, il remporte de nouveau le titre national de la vitesse. En 1928, il établit un nouveau record du monde du demi-mille à Newark avec 52,3 secondes. Le 9 août 1929, il établit quatre nouveaux records du monde sur le vélodrome de New York, sur 10 miles (en 10 minutes et 14,2 secondes), 15 miles (en 29 minutes et 41 secondes), 20 miles (en 39 minutes et 23 secondes) et 25 miles (en 49 minutes et 28,3 secondes). Le manager de Spencer est alors John Chapman. Ce dernier a découvert des timbres et des lettres de promoteurs en Europe qui souhaitent obtenir un contrat avec son coureur sans passé par lui. Après avoir caché les lettres, Chapman conclut un nouveau contrat avec Spencer lui interdisant de courir en Europe. Il a également signé le champion du monde néerlandais Piet Moeskops pour quatre courses contre Spencer sur le vélodrome de Newark, qu'il a remporté devant environ 18 000 spectateurs. Entre autres choses, Spencer a reçu un club de golf comme récompense. Cependant, n'étant pas intéressé par le golf, il l'intègre à son vélo comme support de selle. 
En janvier 1928, il est invité par le promoteur de boxe Tex Rickard à un banquet des « Kings of Sport » (Les Rois du Sport en français) au Madison Square Garden Club de New York. En plus de Spencer, les invités d'honneur sont Babe Ruth (baseball), Johnny Weissmüller (natation), Bobby Jones (golf), Bill Tilden (tennis), Gene Tunney (boxe), Bill Cook (hockey) et Charles Winter (cyclisme),.  Au sommet de sa gloire, il est l'athlète le mieux payé du pays, gagnant plus de 100 000 $ par an (plus que Babe Ruth). Il est particulièrement populaire auprès des « dames », qui le comble littéralement de cadeaux, y compris un luxueuse berline. Lors des courses, il court avec son propre style, qu'il a lui-même surnommé le « galop ».
En 1934, il est l'un des coureurs présent dans le film La Fine Équipe, en tant que double de l'acteur Joe E. Brown.
Après la fin de sa carrière cycliste, il déménage à Rahway. Il devient ingénieur et investi son argent de manière rentable. En 1977, il esthonoré par la New Jersey Sports Writer Association. En 1990, il est intronisé au Temple de la renommée du cyclisme américain. Dans les années 1960 et 1970, une course, la Freddie Spencer Holiday at Home a lieu chaque année le 4 juillet à Rahway à son initiative.

## Palmarès
- 1925
  -  Champion des États-Unis de vitesse
  - Six jours de Chicago (avec Bob Walthour Jr)
  - Six jours de New York (avec Bob Walthour Jr)
- 1926
  - 2e des Six jours de Chicago
- 1927
  - Six jours de New York (avec Charles Winter)
  - 2e des Six jours de Chicago
  - 3e des Six jours de Chicago
  - 2e des Six jours de New York
- 1928
  -  Champion des États-Unis de vitesse
  - Six jours de New York avec Franco Giorgetti
  - 2e des Six jours de Chicago
- 1929
  -  Champion des États-Unis de vitesse
  - 2e des Six jours de New York
- 1930
  - 3e des Six jours de Chicago
- 1932
  - Six jours de New York (avec William Peden)
  - 2e des Six jours de Philadelphie
- 1934
  - Course à handicap de 4 miles au vélodrome de Nutley[12],[3]
  - 2e des Six jours de Buffalo
  - 3e des Six jours de San Francisco
  - 3e des Six jours de Philadelphie
  - 3e des Six jours de Buffalo
- 1935
  - 2e des Six jours de Toronto
- 1936
  - 3e des Six jours de Toronto
- 1937
  - 3e des Six jours de Toronto

## Images externes
(en) Chicago Tribune, « Chicago's cycling craze » (consulté le 19 août 2016)